# اس/پی‌دی‌آی‌اف

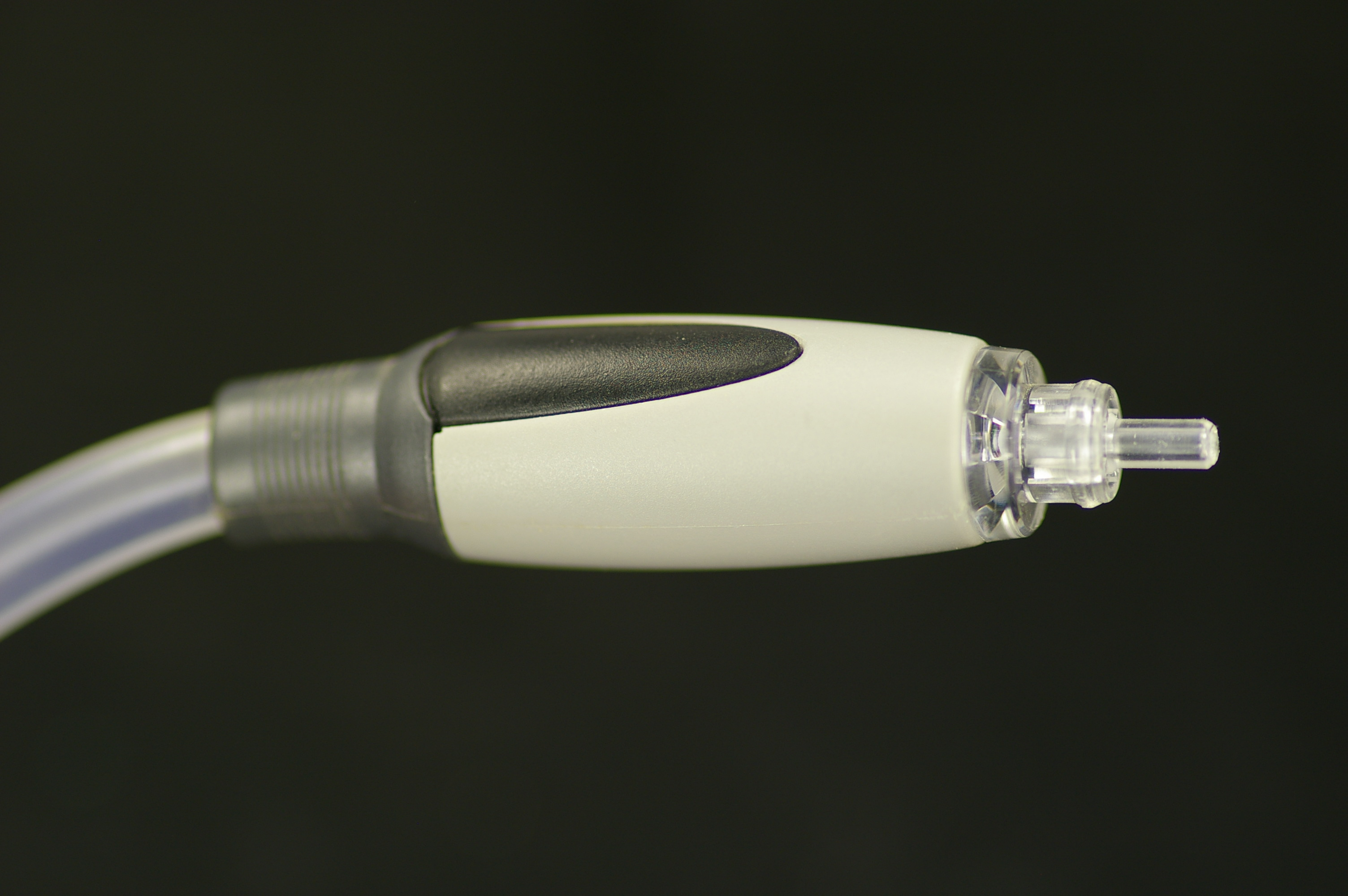
رابط تی‌اواس لینک

رابط دیجیتالی سونی/فیلیپس (به انگلیسی: Sony/Philips Digital Interface (S/PDIF))، یک اتصال صوتی دیجیتالی در تجهیزات مصرف کننده‌های صوتی است که در مسافت‌های نسبتاً کوتاه مورد استفاده قرار می‌گیرد. سیگنال‌های دیجیتال این مدل از اتصالات صوتی از طریق کابل کواکسیال با کانکتور RCA یا کابل فیبر نوری با اتصالات تی‌اواس لینک منتقل می‌شود.